# Lisówka wielkozarodnikowa
Lisówka wielkozarodnikowa (Hygrophoropsis macrospora (D.A. Reid) Kuyper) – gatunek grzybów z rodziny lisówkowatych (Hygrophoropsidaceae).

## Systematyka i nazewnictwo
Pozycja w klasyfikacji według Index Fungorum: Hygrophoropsis, Hygrophoropsidaceae, Boletales, Agaricomycetidae, Agaricomycetes, Agaricomycotina, Basidiomycota, Fungi.
Po raz pierwszy opisał go w 1972 roku Derek Agutter Reid, jako odmianę lisówki pomarańczowej (Hygrophoropsis aurantiaca var. macrospora). W 1996 r. Thomas Wilhelmus Kuyper podniósł ją do rangi odrębnego gatunku. Synonim: Merulius aurantiacus var. lacteus Harzer 1842.
W niektórych atlasach grzybów ma nazwę lisówka wielkozarodnikowa będącą tłumaczeniem nazwy naukowej.

## Morfologia
Kapelusz
Średnica od 2 do 4 cm, u młodych okazów lekko wypukły, potem płaski, u starszych wklęsły. Powierzchnia drobno owłosiona, kremowobiaława do bladoochrowej, ochrowożółtawa. Brzeg falisty, stale podwinięty.
Blaszki
Cienkie, gęste, zbiegające wzdłuż trzonu, rozwidlone, białawe, bladoochrowe do żółtawych.
Trzon
Wysokość 2–5 cm, grubość 0,3–1,4 cm, walcowaty, tej samej barwy co kapelusz, przy podstawie biało owłosiony.
Miąższ
Cienki, miękki, białawy, bez wyraźnego zapachu i smaku.
Cechy mikroskopowe
Podstawki 32,5–37,5 (-40) × 7,5–8 μm, cylindryczno-maczugowate, 4-zarodnikowe, ze sprzążkami w podstawie. Zarodniki (8,5–) 11,45 ± 1,26 (–13) × (4,2–) 4,83 ± 0,28 (–5,5) μm, Q = 2,37, cylindryczne lub elipsoidalne, zmienne, gładkie, szkliste, z gutulami, w odczynniku Melzera czerwono-brązowe. Cystyd brak. Skórka zbudowana z gładkich, szklistych, nieregularnych, septowanych, grubych strzępek o średnicy 5–10 (–12) μm, często ze sprzążkami.
Gatunki podobne
Długie, dochodzące do 13 μm zarodniki Hygrophoropsis macrospora są główną cechą charakterystyczną tego gatunku. Przez długi czas był on uważany za synonim Hygrophoropsis pallida (obecnie Hygrophorus pallidus). Obecnie są to różne gatunki należące do różnych rodzin. Hygrophorus pallidus ma jajowato-elipsoidalne i krótsze zarodniki o wymiarach 6–10 × 4–5 μm.

## Występowanie
Znane jest występowanie lisówki wielkozarodnikowej w niektórych krajach Europy i w Rosji. W Polsce do 2003 r. gatunek ten był nieznany, ale w późniejszych latach podano jego stanowiska. Aktualne stanowiska podaje internetowy atlas grzybów. Znajduje się w nim na liście gatunków rzadkich, wartych objęcia ochroną.
Naziemny grzyb saprotroficzny. Występuje na kwaśnych glebach, w wilgotnych, trawiastych zbiorowiskach, zwykle wśród szuwarów sitowych, także wśród torfowców w świerkowych lasach. Owocniki tworzy zwykle od września do listopada.